# Charles Brasch
Pour les articles homonymes, voir Brasch.
Charles Orwell Brasch (27 juillet 1909 – 20 mai 1973) est un poète, éditeur et protecteur des arts néo-zélandais. Il a fondé en 1947 la revue littéraire Landfall, toujours publiée aujourd'hui par Otago University Press.

## Biographie
Né à Dunedin, Brasch est le fils du juriste Hyam Brasch (qui a plus tard changé son nom en Henry Brash) et d'Helene Fels, membre de l'importante famille de marchands de vêtements Hallenstein (en). Il a commencé à écrire de la poésie à Waitaki Boys' High School et est entré en 1927 à St John's College à Oxford, dont il est sorti « ignominieux troisième » en Histoire moderne, au grand désappointement de son père. À Oxford, il avait eu pour condisciples W. H. Auden et Cecil Day-Lewis.
Brasch a passé quelque temps à faire de l'archéologie avant de revenir à Dunedin en 1931. Dans les années 1930, il a fait de grands voyages à ses frais en Europe, en Asie et aux Amériques. Il a passé la Deuxième Guerre mondiale en Grande-Bretagne, comme guetteur d'incendies et agent de renseignement (il avait été exempté de service actif pour raisons médicales).

### Landfall
Brasch est revenu en 1946 en Nouvelle-Zélande, où il s'est établi à Dunedin. Il avait l'intention de publier « une revue littéraire important » depuis au moins quinze ans et en 1947 il a fondé Landfall, dont il est resté le directeur les vingt années suivantes.
Plus tard, il est devenu un important mécène des arts et des lettres et a participé à la fondation en 1958 du Robert Burns Fellowship (en) à l'Université d'Otago. Il a aussi aidé le Musée d'Otago (en), marchant ainsi sur les traces de son grand-père Willi Fels (en). Sa grande bibliothèque, qui traduisait son intérêt pour la littérature, les arts, l'histoire et les religions, a été léguée à l'Université d'Otago en 1973. La variété de ses lectures lui a permis une production littéraire considérable. Ses archives sont abritées à la Bibliothèque Hocken, avec plus de 400 œuvres d'art qu'il lui a données,.
Il est mort du cancer en 1973.

## Publications

### Poésie
- The Land and the People, and Other Poems, (1939)[8]
- Disputed Ground (1948)
- The Estate (1957)
- Ambulando (1964)
- Home Ground (1974)
- Charles Brash in Egypt (2007)
- Selected Poems (2015)

### Autres publications
- 1946 : The Quest: Words for a Mime Play,  London: The Compass Players[8]
- 1966 : Present Company: Reflections on the Arts,  Auckland: Blackwood and Janet Paul for the Auckland Gallery Associates[8]
- 1973 :
  - Such Separate Creatures: Stories,  Christchurch: Caxton Press[8]
  - Hallensteins: the First Century, 1873-1973,  Dunedin : Hallenstein Bros., 1973. (with C.R. Nicholson)[8]
- 1981 : The Universal Dance: a Selection from the Critical Prose Writings of Charles Brasch, Dunedin: University of Otago Press[8]
- Journals 1939-45 (2013)